# Зли мухи
Злите мухи (Simuliidae) са семейство двукрили насекоми. Съществуват около 1500 вида. Обитават всички континенти, с изключение на Антарктика. На останалата част от земята са разпространени навсякъде, освен в някои отдалечени острови и пустини, лишени от реки. Тялото им е с дължина 1,5-7 mm. В България са често срещани, особено край бързеи, където живеят ларвите. Женските на повечето видове смучат кръв, през размножителния период. С това предизвикват разстройства, дори смърт. Пренасят причинители на заболявания по животните и хората.

## Родове
- Araucnephia
- Araucnephioides
- Archicnephia
- Austrosimulium
- Baisomyia
- Cnephia
- Cnesia
- Cnesiamima
- Crozetia
- Ectemnia
- Gigantodax
- Greniera
- Gydarina
- Gymnopais
- Kovalevimyia
- Levitinia
- Lutzsimulium
- Mayacnephia
- Metacnephia
- Paracnephia
- Parasimulium
- Paraustrosimulium
- Pedrowygomyia
- Prosimulium
- Simuliites
- Simulimima
- Simulium
- Stegopterna
- Sulcicnephia
- Tlalocomyia
- Twinnia